# Брштаново
Брштаново је насељено место у саставу општине Клис, Сплитско-далматинска жупанија, Република Хрватска.

## Географски положај
Налази се у Загори у Далмацији, у јужном подножју планине Мосећ.

## Историја
До територијалне реорганизације у Хрватској налазило се у саставу старе општине Солин.

## Становништво
На попису становништва 2011. године, Брштаново је имало 286 становника.
| Број становника по пописима | Број становника по пописима | Број становника по пописима | Број становника по пописима | Број становника по пописима | Број становника по пописима | Број становника по пописима | Број становника по пописима | Број становника по пописима | Број становника по пописима | Број становника по пописима | Број становника по пописима | Број становника по пописима | Број становника по пописима | Број становника по пописима | Број становника по пописима |
| --------------------------- | --------------------------- | --------------------------- | --------------------------- | --------------------------- | --------------------------- | --------------------------- | --------------------------- | --------------------------- | --------------------------- | --------------------------- | --------------------------- | --------------------------- | --------------------------- | --------------------------- | --------------------------- |
| 1857                        | 1869                        | 1880                        | 1890                        | 1900                        | 1910                        | 1921                        | 1931                        | 1948                        | 1953                        | 1961                        | 1971                        | 1981                        | 1991                        | 2001                        | 2011                        |
| 401                         | 444                         | 466                         | 532                         | 640                         | 629                         | 799                         | 744                         | 730                         | 687                         | 659                         | 571                         | 526                         | 404                         | 354                         | 286                         |

### Попис1991.
На попису становништва 1991. године, насељено место Брштаново је имало 404 становника, следећег националног састава:
| Попис 1991.‍ | Попис 1991.‍ | Попис 1991.‍ | Попис 1991.‍ | Попис 1991.‍ |
| ----------- | ----------- | ----------- | ----------- | ----------- |
|             |             |             |             |             |
| Хрвати      | Хрвати      |             | 373         | 92,32%      |
| Срби        | Срби        |             | 25          | 6,18%       |
| непознато   | непознато   |             | 6           | 1,48%       |
| укупно: 404 |             |             |             |             |

## Презимена
- Стричевић — Православци